# Zvenijorodka
Zvenijorodka (en ucraniano: Звенигородка) es una ciudad ucraniana perteneciente al óblast de Cherkasy. Situada en el centro del país, sirve como centro administrativo del raión de Zvenijorodka y centro del municipio (hromada) homónimo.

## Toponimia
El nombre del lugar en ruso es también es Zvenigorodka (en ruso: Звенигородка). 

## Geografía
Zvenijorodka está situada a orillas del río Jnili Tikich, 90 km al suroeste de Cherkasy.  

### Clima
La ciudad está ubicada en una zona de clima continental templado, caracterizado por veranos relativamente cálidos e inviernos relativamente cálidos.
| Parámetros climáticos promedio de Zvenijorodka (1981-2010) | Parámetros climáticos promedio de Zvenijorodka (1981-2010) | Parámetros climáticos promedio de Zvenijorodka (1981-2010) | Parámetros climáticos promedio de Zvenijorodka (1981-2010) | Parámetros climáticos promedio de Zvenijorodka (1981-2010) | Parámetros climáticos promedio de Zvenijorodka (1981-2010) | Parámetros climáticos promedio de Zvenijorodka (1981-2010) | Parámetros climáticos promedio de Zvenijorodka (1981-2010) | Parámetros climáticos promedio de Zvenijorodka (1981-2010) | Parámetros climáticos promedio de Zvenijorodka (1981-2010) | Parámetros climáticos promedio de Zvenijorodka (1981-2010) | Parámetros climáticos promedio de Zvenijorodka (1981-2010) | Parámetros climáticos promedio de Zvenijorodka (1981-2010) | Parámetros climáticos promedio de Zvenijorodka (1981-2010) |
| Mes                                                        | Ene.                                                       | Feb.                                                       | Mar.                                                       | Abr.                                                       | May.                                                       | Jun.                                                       | Jul.                                                       | Ago.                                                       | Sep.                                                       | Oct.                                                       | Nov.                                                       | Dic.                                                       | Anual                                                      |
| ---------------------------------------------------------- | ---------------------------------------------------------- | ---------------------------------------------------------- | ---------------------------------------------------------- | ---------------------------------------------------------- | ---------------------------------------------------------- | ---------------------------------------------------------- | ---------------------------------------------------------- | ---------------------------------------------------------- | ---------------------------------------------------------- | ---------------------------------------------------------- | ---------------------------------------------------------- | ---------------------------------------------------------- | ---------------------------------------------------------- |
| Temp. máx. media (°C)                                      | -1.4                                                       | -0.3                                                       | 5.3                                                        | 14.1                                                       | 20.9                                                       | 23.7                                                       | 25.9                                                       | 25.6                                                       | 19.6                                                       | 12.8                                                       | 4.6                                                        | -0.2                                                       | 12.6                                                       |
| Temp. media (°C)                                           | -3.9                                                       | -3.4                                                       | 1.4                                                        | 8.9                                                        | 15.2                                                       | 18.3                                                       | 20.3                                                       | 19.7                                                       | 14.2                                                       | 8.2                                                        | 1.8                                                        | -2.6                                                       | 8.2                                                        |
| Temp. mín. media (°C)                                      | -6.4                                                       | -6.1                                                       | -1.8                                                       | 4.3                                                        | 9.8                                                        | 13.3                                                       | 15.1                                                       | 14.4                                                       | 9.6                                                        | 4.5                                                        | -0.6                                                       | -5.0                                                       | 4.3                                                        |
| Precipitación total (mm)                                   | 35.4                                                       | 35.0                                                       | 33.8                                                       | 40.2                                                       | 51.5                                                       | 81.1                                                       | 73.8                                                       | 60.7                                                       | 54.6                                                       | 39.0                                                       | 45.0                                                       | 40.1                                                       | 590.2                                                      |
| Días de precipitaciones (≥ 1.0 mm)                         | 7.4                                                        | 7.1                                                        | 7.0                                                        | 7.8                                                        | 8.3                                                        | 9.0                                                        | 7.9                                                        | 5.8                                                        | 6.9                                                        | 6.2                                                        | 7.5                                                        | 7.6                                                        | 88.5                                                       |
| Horas de sol                                               | 50.9                                                       | 73.9                                                       | 133.2                                                      | 186.8                                                      | 278.6                                                      | 279.4                                                      | 300.8                                                      | 283.5                                                      | 192.6                                                      | 129.0                                                      | 54.5                                                       | 42.0                                                       | 2005.2                                                     |
| Humedad relativa (%)                                       | 84.6                                                       | 82.1                                                       | 77.0                                                       | 67.0                                                       | 64.9                                                       | 70.9                                                       | 70.0                                                       | 67.2                                                       | 73.2                                                       | 78.8                                                       | 85.9                                                       | 87.0                                                       | 75.7                                                       |
| Fuente: World Meteorological Organization                  |                                                            |                                                            |                                                            |                                                            |                                                            |                                                            |                                                            |                                                            |                                                            |                                                            |                                                            |                                                            |                                                            |

## Historia
Zvenijorodka tiene su origen en la época de la Rus de Kiev y la primera mención de la ciudad se remonta a 1394, aunque es probable que sus orígenes reales sean más antiguos, ya que la ciudad fue destruida previamente durante la invasión mongola de la Rus de Kiev. Según la leyenda moderna, la ciudad original estaba situada a 3 km de su ubicación actual, rodeando una montaña cónica.
En 1504, Zvenijorodka pasó a formar parte del Gran Ducado de Lituania, después de que Meñli I Giray la abandonara. Pasó al reino de Polonia en 1569 tras la captura de la orilla derecha de Ucrania. Tras esta toma de posesión, la población estuvo sujeta a una importante opresión socioeconómica por parte de la aristocracia polaca en forma de diversos impuestos. Durante la rebelión de Jmelnitski de 1648-1654, los habitantes de la ciudad se rebelaron y expulsaron a la nobleza polaca de la región. Zvenijorodka siguió formando parte del regimiento de Korsun, una unidad militar-territorial del Hetmanato, hasta que la corona polaca recuperó el control de la orilla derecha de Ucrania en 1667 según el armisticio de Andrusiv. Bajo el gobierno polaco, la población volvió a sufrir la opresión socioeconómica y fue víctima de diversas hostilidades nacionales y religiosas. El clero católico llevó a cabo violentamente una campaña de polarización de los ciudadanos ucranianos, que condujo a varios levantamientos en el siglo XVIII. Las fuerzas de jaidamakas estaban activas en la zona, lideradas por el reino cosaco, y asaltaron dos veces el castillo local, en 1737 y luego en 1743. Después de estos ataques, el gobierno polaco construyó fortificaciones alrededor del castillo, incluidas nuevas torres y cuarteles.
Durante la rebelión de Kolivshchina en 1768, muchos residentes de la ciudad se unieron a los insurgentes en la lucha contra la iglesia católica y la nobleza polaca, entre otros, debido al trato a los campesinos y su servidumbre. La rebelión fracasó y la ciudad quedó bajo control polaco. En 1792, el rey Estanislao II Poniatowski concedió a Zwinogródka los derechos de ciudad según la ley de Magdeburgo y se convirtió en ciudad real de Polonia. Al año siguiente fue anexionada al Imperio ruso tras la segunda partición de Polonia.
A partir de 1798, Zvenigorodka se convirtió en el centro administrativo de un uyezd de la gobernación de Kiev del Imperio ruso. El intenso desarrollo del comercio debido a la inclusión de Zvenihorodka en el mercado ruso permitió un rápido desarrollo de las industrias, en particular la lechería y la madera, así como la cerámica y la artesanía. La ciudad se convirtió en uno de los centros de la industria láctea junto con Chiguirín y Bila Tserkva. En la década de 1830, la ciudad experimentó un desarrollo considerable, incluida la construcción de un hospital local, una oficina de correos, comunicaciones telegráficas y un puente sobre el río Jnili Tikich. Las clases comenzaron en la escuela parroquial en 1833 con poco más de 20 estudiantes siendo educados y la mayoría de la población era analfabeta en ese momento.
A principios del siglo XX, la ciudad contaba con una estación de tren, tres iglesias ortodoxas griegas y una iglesia católica romana.
En abril de 1917 se celebró en la ciudad un congreso de Cosacos Libres. Durante la guerra civil rusa, se proclamó aquí el poder soviético en febrero de 1918 pero en marzo de 1918 Zvenijorodka fue ocupada por tropas austroalemanas. A principios de junio de 1918, Zvenijorodka se convirtió en el centro de un levantamiento armado contra los austrohúngaros y alemanes: el 7 de junio, los rebeldes rodearon completamente y el 9 de junio tomaron por asalto la ciudad, que mantuvieron hasta el 13 de junio de 1918, cuando el mando alemán envió aquí grandes unidades del ejército. Posteriormente, Zvenigorodka fue zona de combate de la guerra civil, pero a principios de marzo de 1919 fue ocupada por unidades del Ejército Rojo. Desde el 14 de marzo de 1919 se publica aquí un periódico local.
En 1923, Zvenijorodka se convirtió en un centro regional, en 1927, en un asentamiento de tipo urbano y en 1938, en una ciudad.
Durante la Segunda Guerra Mundial, Zvenijorodka fue ocupada por la Wehrmacht del 29 de julio de 1941 al 28 de enero de 1944.

## Demografía
La evolución de la población de Zvenijorodka entre 1850 y 2022 fue la siguiente:
| 7501                                                          | 11 201 | 16 972 | 15 521 | 18 020 | 13 936 | 17 154 | 19 804 | 21 651 | 22 740 | 19 901 | 18 330 | 17 958 | 16 830 | 16 269 |
| (Fuente: Cities & Towns of Ukraine y UKRAINE: Größere Städte) |        |        |        |        |        |        |        |        |        |        |        |        |        |        |

Según el censo de 2001, el 95,24% de la población son ucranianos y el 3,28% son rusos. En cuanto al idioma, la lengua materna de la mayoría de los habitantes, el 96,36%, es el ucraniano; del 2,99% es el ruso.

## Economía
A finales de la década de 1980, la base de la economía de la ciudad en ese momento era una fundición de hierro y empresas de industria alimentaria.El panorama económico de la ciudad es bastante diverso, pero en general está orientado hacia la industria agrícola, el procesamiento de productos agrícolas y el comercio.

## Infraestructura

### Transporte
Por Zvenijorodka pasa la línea ferroviaria Vínnitsa-Cherkasy, además de la carretera N16 y la carretera regional R-04.

## Personas ilustres
- Ajatangel Krimski (1871-1942): orientalista, lingüista, políglota, erudito literario, folclorista, escritor y traductor ucraniano, uno de los fundadores de la Academia de Ciencias de Ucrania.

## Galería

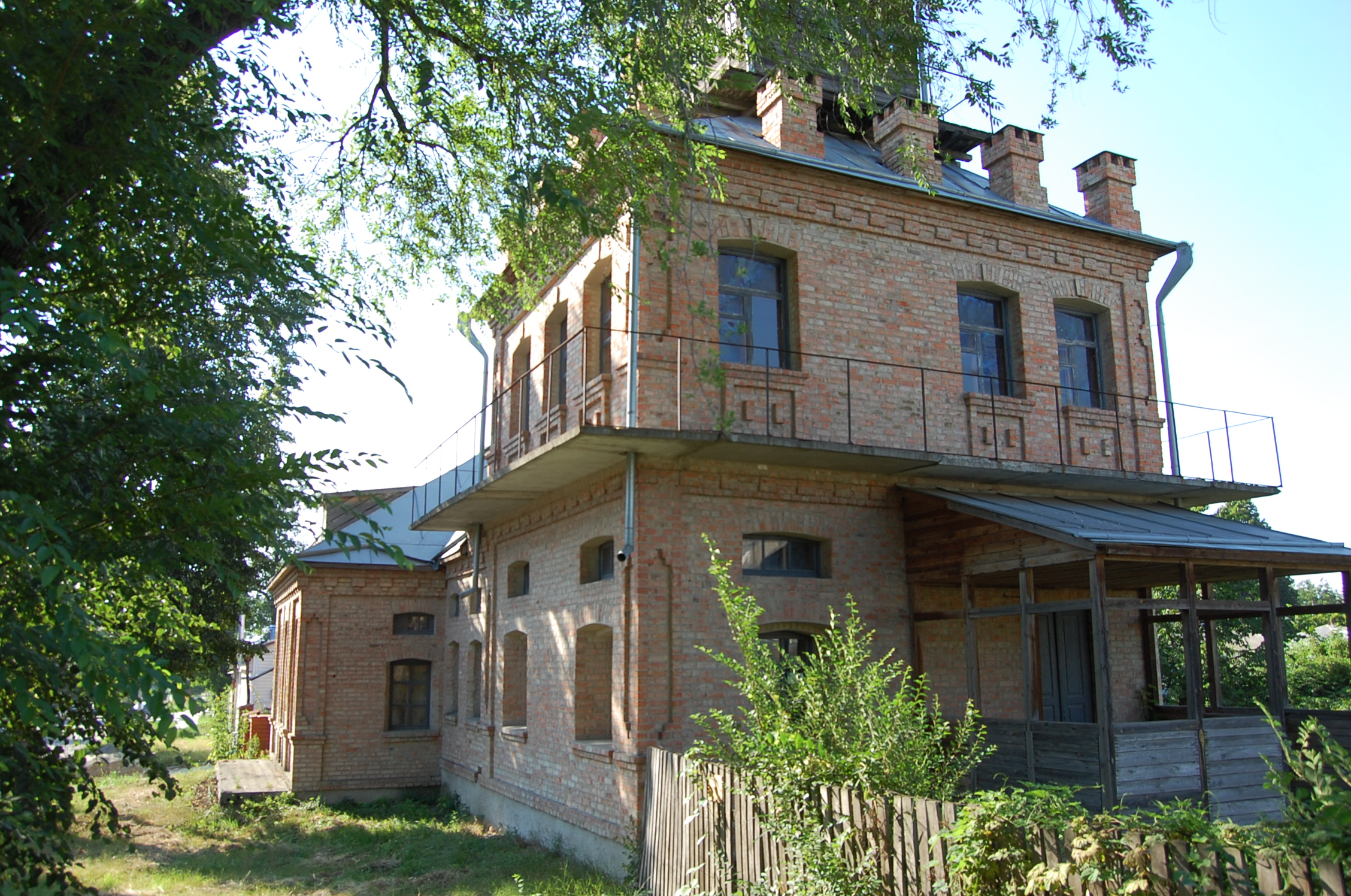
Casa-museo de Ajatangel Krimski
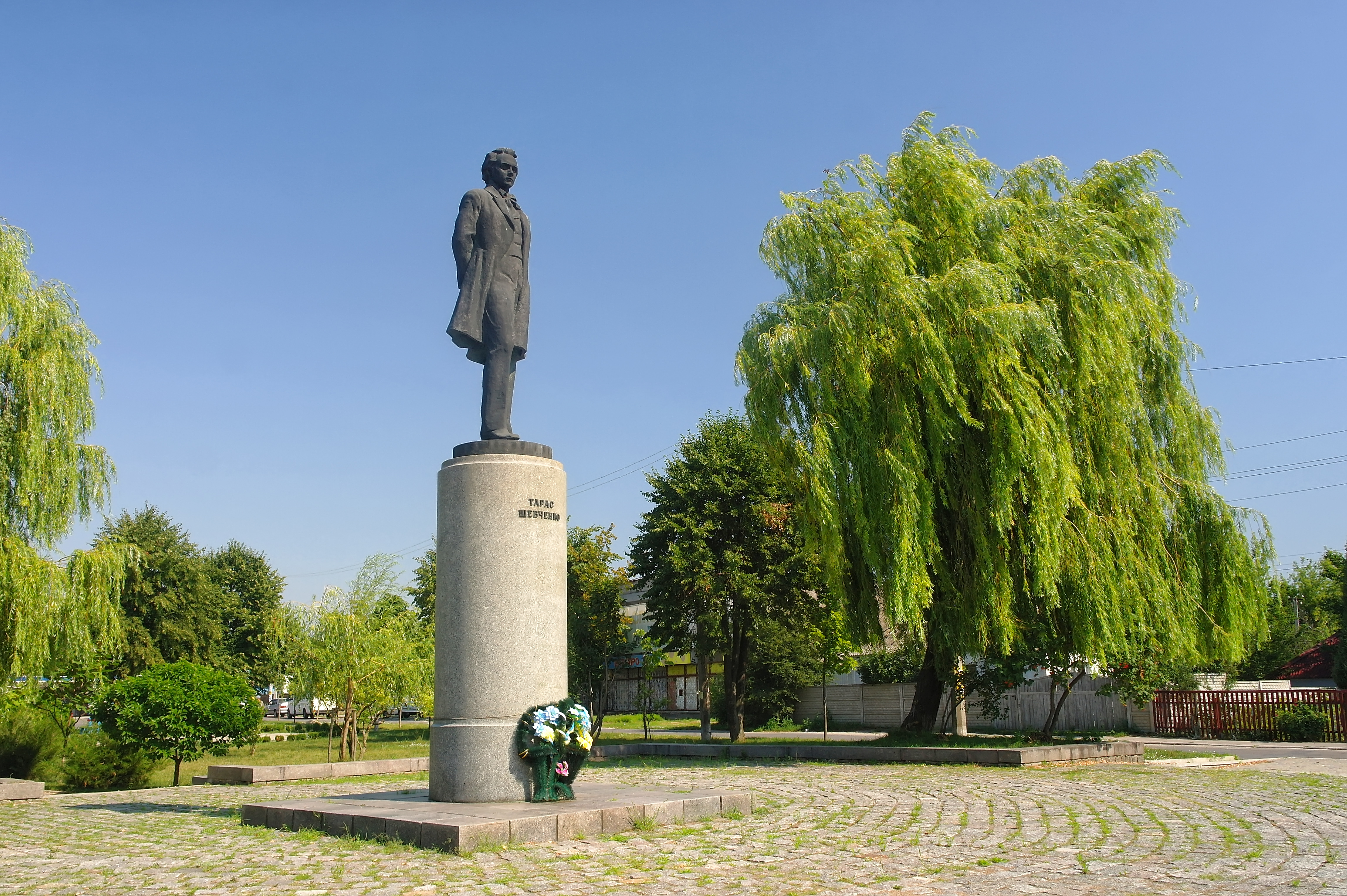
Monumento a Tarás Shevchenko
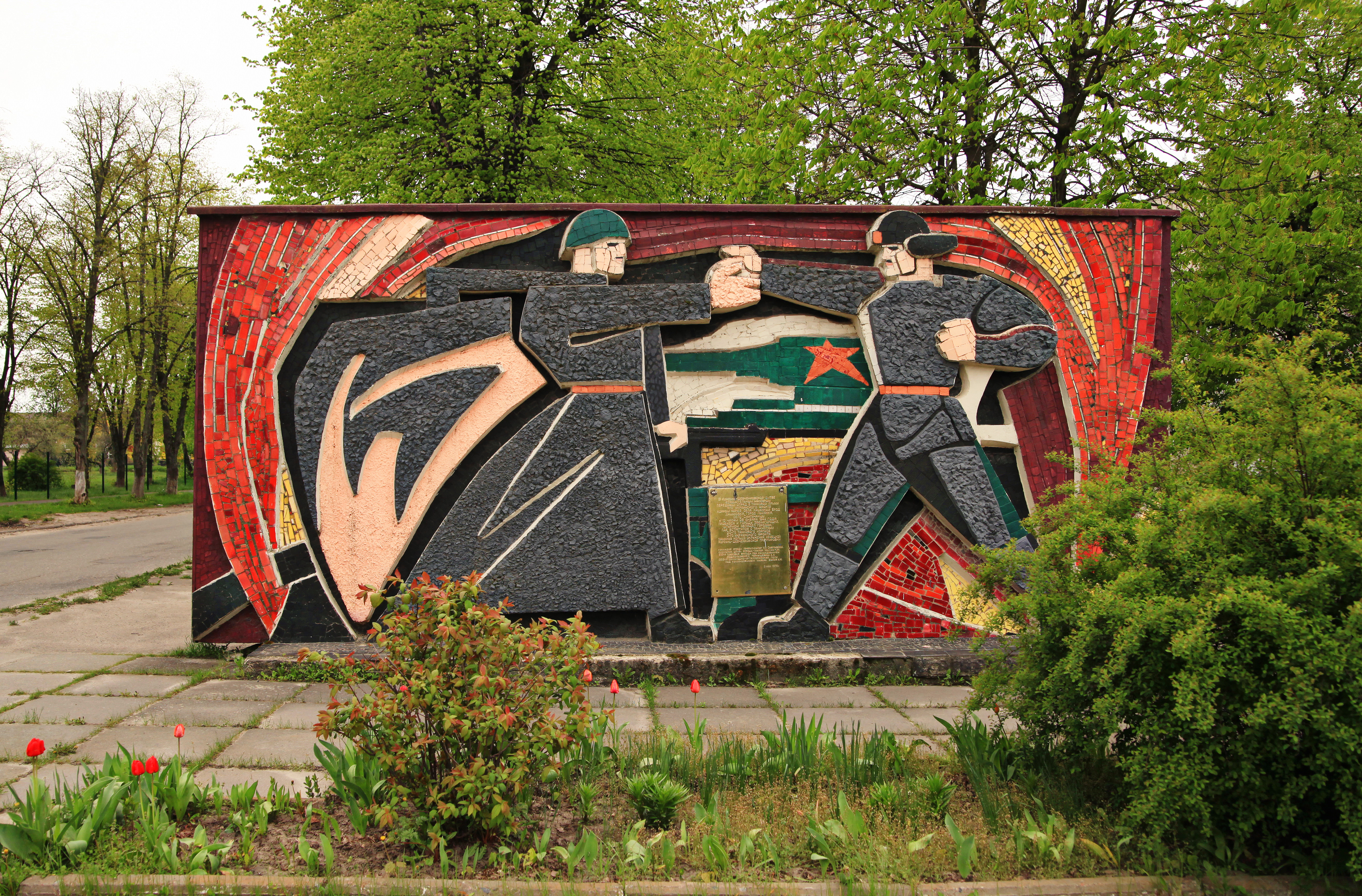
Mural soviético en Zvenijorodka
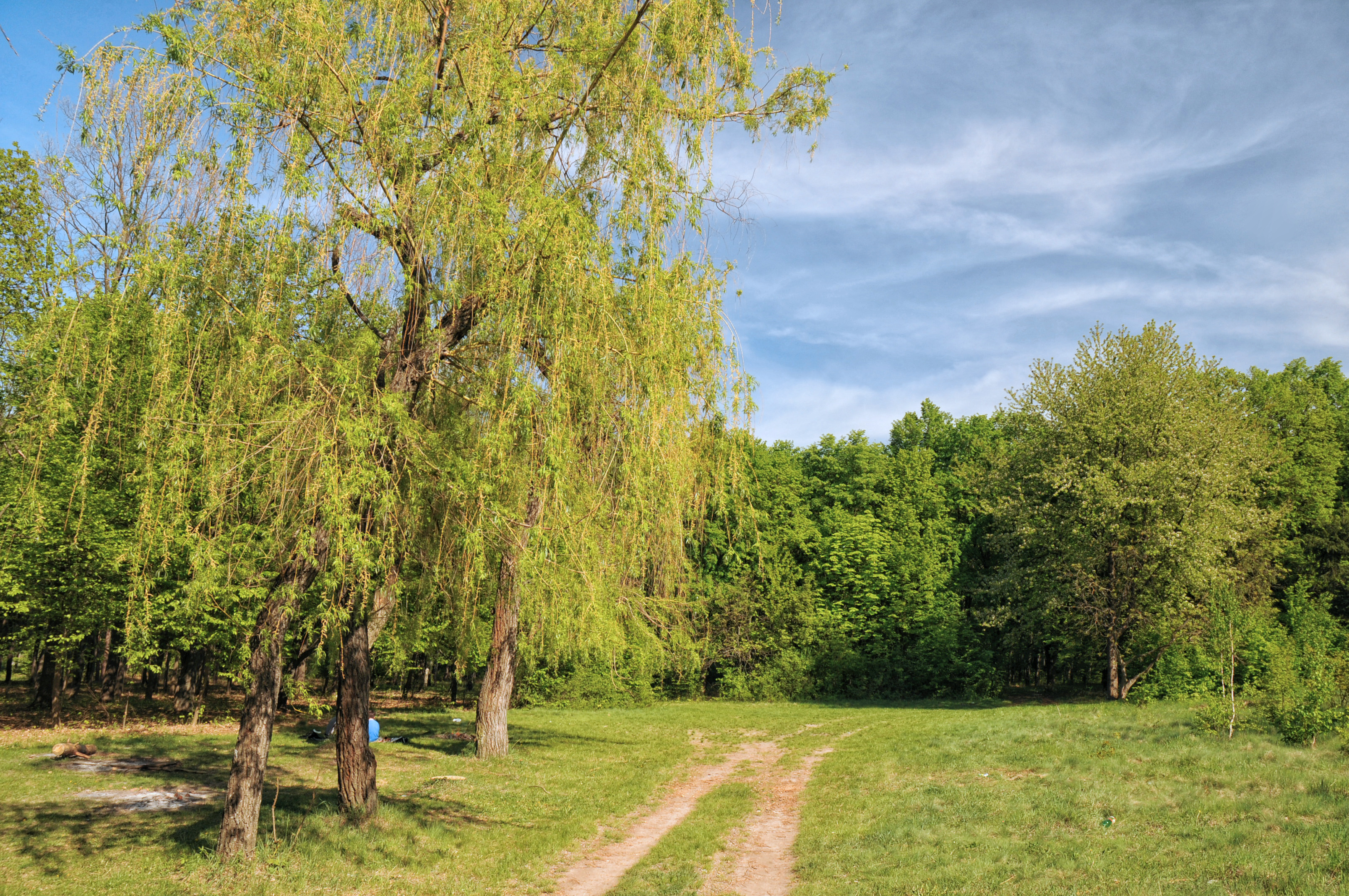
Parque Shevchenko